# Cahiers de psychologie clinique
Les Cahiers de psychologie clinique, revue scientifique semestrielle fondée en 1994, sont consacrés à la psychologie clinique et à la psychothérapie.

## Présentation et diffusion
Elle publie notamment des articles de recherche cliniques, ainsi que de description et d’évaluation de démarches psychothérapeutiques, de présentation et d’analyse des formations en santé mentale. Elle propose également des réflexions sur les problèmes sociaux, éthiques ou politiques dans une perspective interdisciplinaire d'orientation clinique.
Cette revue est publiée par l'éditeur universitaire De Boeck. Elle figure sur la liste des revues de psychologie, de psychiatrie et de psychanalyse et est référencée par la base Scopus et par JournalBase (CNRS)  Elle est diffusée depuis 2001 sur le portail Cairn.info.